# Schema industriale Dattorro

Dattorro block diagram

Lo schema industriale Dattorro è un sistema digitale per l'implementazione di un'ampia gamma di effetti audio basati sul ritardo dei segnali digitali proposto da Jon Dattorro. La natura comune di questi effetti consente di produrre il segnale di uscita come Combinazione lineare di repliche ritardate (modulate dinamicamente) del segnale di ingresso. Lo schema proposto consente di implementare tali effetti in forma compatta, utilizzando solo un insieme di tre parametri per controllare il tipo di effetto. Questo sistema si basa su linee di ritardo digitali e, per garantire una risoluzione adeguata nel dominio del tempo, deve sfruttare linee di ritardo frazionali per evitare discontinuità. Gli effetti che questo schema è in grado di produrre sono: eco, chorus, vibrato, flanger, doubling, white chorus. Questi effetti sono caratterizzati da un ritardo nominale, una funzione modulante del ritardo e la profondità della modulazione.

## Interpolazione delle linee di ritardo
Si consideri un segnale a tempo continuo {\displaystyle y(t)}. La versione ritardata di tale segnale è {\displaystyle y(t)=x(t-\tau )}. Passando al dominio del tempo discreto, ossia campionando il segnale con frequenza di campionamento {\displaystyle F_{s}} a {\displaystyle n=tF_{s}}, si ottiene {\displaystyle y[n]=x[n-M]}. La linea di ritardo è descritta dalla Trasformata zeta del segnale a tempo discreto: 
{\displaystyle Y(z)={\mathcal {Z}}\{y\}(n)=z^{-M}X(z)=H_{M}(z)X(z)}
che, riportata nel dominio del tempo con la trasformata Z inversa, corrisponde a {\displaystyle h_{m}[n]=\delta [n-M]}, dove {\displaystyle \delta [\cdot ]} è la delta di Dirac. Si noti che la prima equazione vale per {\displaystyle D\in \mathbb {N} }, ma per l'implementazione è necessario un ritardo frazionario, ovvero {\displaystyle D=\lfloor D\rfloor +(D-\lfloor D\rfloor )=M+d,\quad d\in \mathbb {R} ,\ 0<d<1}. In questo caso, è necessaria un'interpolazione per ricostruire il valore del segnale che si trova tra due campioni. Si può ricorrere alla tecnica di interpolazione preferita, ad esempio l'interpolazione di Lagrange, o l'interpolazione a filtro passa tutto.

Linear interpolator block diagram

All-pass interpolator block diagram

## Schema a blocchi
L'uscita del blocco di ritardo {\displaystyle H_{M}(z)=z^{-M}} è segnata sopra e sotto, poiché raramente viene presa dall'ultimo campione della linea di ritardo, ma cambia dinamicamente. Considerando la struttura end-to-end, possiamo scrivere il filtro come 

| {\displaystyle Y(z)=H(z)X(z)={\frac {b+f_{f}z^{-D(t)}}{1+z^{-D(t)}f_{b}}}X(z)} | \| \| \| \| \| \| \| \| | ([1]) |
|                                                                                |                         |       |
|                                                                                |                         |       |
L'impostazione dei coefficienti in base all'effetto desiderato comporta una modifica della topologia del filtro. Impostando la retroazione a 0, ad esempio, si ottiene un filtro FIR, mentre se i coefficienti sono impostati allo stesso modo si approssima un filtro passa-tutto.

## Effetti
Tutti gli effetti possono essere ottenuti modificando i parametri del sistema Dattorro e impostando le gamme di ritardo secondo la tabella seguente. I valori di ritardo sono espressi in millisecondi.
| Effect   | Onset | Nominal | Range End               |
| -------- | ----- | ------- | ----------------------- |
| Vibrato  | 0     | Minimal | 5                       |
| Flange   | 0     | 1       | 10                      |
| Chorus   | 1     | 5       | 30                      |
| Doubling | 10    | 20      | 100                     |
| Echo     | 50    | 80      | {\displaystyle \infty } |

### Vibrato
Il vibrato è un piccolo cambiamento quasi periodico del pitch di un tono. È più una tecnica che un effetto in sé, ma può essere aggiunto a qualsiasi segnale audio. Il ritardo è modulato con una funzione sinusoidale a bassa frequenza e non viene considerato alcun mix del percorso diretto del segnale.

### Chorus
Il chorus è un effetto che cerca di emulare più voci indipendenti che suonano all'unisono.  Questo effetto è realizzato come combinazione lineare del segnale in ingresso (segnale dry) e di una versione dinamicamente ritardata del segnale in ingresso (segnale wet).

## Flanging
L'effetto flanging è nato con le macchine a nastro. Questo effetto è stato creato mescolando due macchine a nastro impostate per riprodurre la stessa traccia, ma una di esse viene rallentata. Questo produce un abbassamento del tono e un ritardo della traccia lenta. Il processo viene poi ripetuto con l'altra traccia che riassorbe il ritardo accumulato. 
Questo effetto è molto simile al chorus, ma la differenza principale è dovuta all'intervallo di ritardo. Il chorus ha solitamente un ritardo più lungo, una profondità maggiore e una frequenza di modulazione più bassa.

### Coro bianco
Il white chorus è una modifica all'effetto chorus standard che mira a ridurre le abbreviazioni introdotte dal percorso in avanti. La modifica consiste nell'aggiunta di un percorso di retroazione negativa con un punto di tap diverso e fisso, in modo da ottenere un'approssimazione di una configurazione all-pass.

## Doubling
Quando il sistema viene utilizzato senza feedback si ottiene l'effetto doubling. Questo effetto è analogo a quello del diffusore Leslie, un particolare tipo di diffusore costituito da una camera rotante davanti all'altoparlante dei bassi e da coni rotanti sopra gli altoparlanti delle alte frequenze.
.

## Impostazione dei parametri
| Effect       | Blend {\displaystyle b} | Feedforward {\displaystyle f_{f}} | Feedback {\displaystyle f_{b}} |
| ------------ | ----------------------- | --------------------------------- | ------------------------------ |
| Vibrato      | 0.0                     | 1.0                               | 0.0                            |
| Flange       | 0.7071                  | 0.7071                            | {\displaystyle -}0.7071        |
| White chorus | 0.7071                  | 1.0                               | 0.7071                         |
| Chorus       | 1.0                     | 0.7071                            | 0.0                            |
| Doubling     | 0.7071                  | 0.7071                            | 0.0                            |
| Echo         | 1.0                     | {\displaystyle \ll }1.0           | <1.0                           |

## Pseudocode
Il filtro può essere implementato in software o in hardware. Di seguito è riportato lo pseudocodice di un sistema Dattorro software.
```
function
 dattorro 
is

    
input:
 
x
,                                   
# input signal

           
Fs
,                                  
# sampling frequency

           
depth,
                               
# modulation depth

           
freq,
                                
# LFO frequency

           
b
,                                   
# blend knob

           
ff
,                                  
# feedforward knob

           
fb
,                                  
# feedback knob

           
mod
                                  
# modulation type

    
output:
 
y
                                   
# signal with FX applied

    
depth_samples = depth·Fs
                    
# compute delay in samples

    
if
 
mod
 is sinusoid                          
# compute delay sequence

        
delay_seq = depth_samples*(1 + sin(2·

  

    

      

        
π

      

    

    
{\displaystyle \pi }

  

·freq*t))

    
else
 
mod
 is noise
        lowpass_noise = noise_gen()             
# generate white noise and low-pass filter it

        
delay_seq = depth_samples + depth_samples·lowpass_noise
```

```
    
for each
 n of the N samples

        
d_int = floor(delay_seq(n))
             
# integer delay

        
d_frac = delay_seq(n) - d_int           
# fractional delay

        
h0 = (d_frac - 1)·(d_frac - 2)/2
        
# first FIR filter coefficient

        
h1 = d_frac·(2 - d_frac)
                
# second FIR filter coefficient

        
h2 = d_frac/2·(d_frac - 1)
              
# third FIR filter coefficient
```

```
        
x_d = delay_line(d_int + 1)·h0 + delay_line(d_int + 2)·h1 + delay_line(d_int + 3)·h2
  
# delay input
```

```
        
f_b = fb·x_d
                            
# delayed input feedback

        
delay_line(2:L) = delay_line(1:L-1)
     
# delay line update

        
delay_line(1) = x(i) - fb_comp
```

```
        
f_f = ff·x_d
                            
# feedforward component

        
blend_comp = b·delay_line(1)
            
# blend component

        
y(n) = ff_comp + blend_comp
             
# compute output sample
```

```
    
return
 
y
```